# Mary Gillick
Mary Gillick, née Mary Tutin en 1881 à Nottingham et morte le 27 janvier 1965 à Londres, est une sculptrice et graveuse britannique. Elle est l'auteur de l'effigie d'Élisabeth II sur les pièces de monnaie britanniques entre 1953 et 1970.

## Biographie
Elle fait des études à la Nottingham High School for girls, puis à la Nottingham School of Art (1898–1902) puis au Royal College of Art de 1902 à 1904, où enseigne le sculpteur Edouard Lantéri.
En 1905, elle épouse le sculpteur et graveur Ernest Gillick (1874 – 1951) connu lors de leurs études communes à Nottingham, et avec lequel elle a gravé des médailles, médaillons, plaques et pièces de monnaie. 
En 1911 elle présente quelques-unes de ses propres compositions à la Royal Academy. Elle dessine des motifs sur des médailles en fer et en bronze. 
En 1952 elle est choisie pour être le graveur officiel des portraits de la reine Elisabeth II sur les pièces de monnaie britanniques en circulation entre 1953 et 1970.  De 1953 à 1959 elle est membre de la Society of Women Artists (Société des Artistes femmes).

## Source
- Sara Gray The Dictionary of British women artists  The Lutterworth Press Cambridge p. 116  (ISBN 978-0-7188-3084-7)

## Galerie

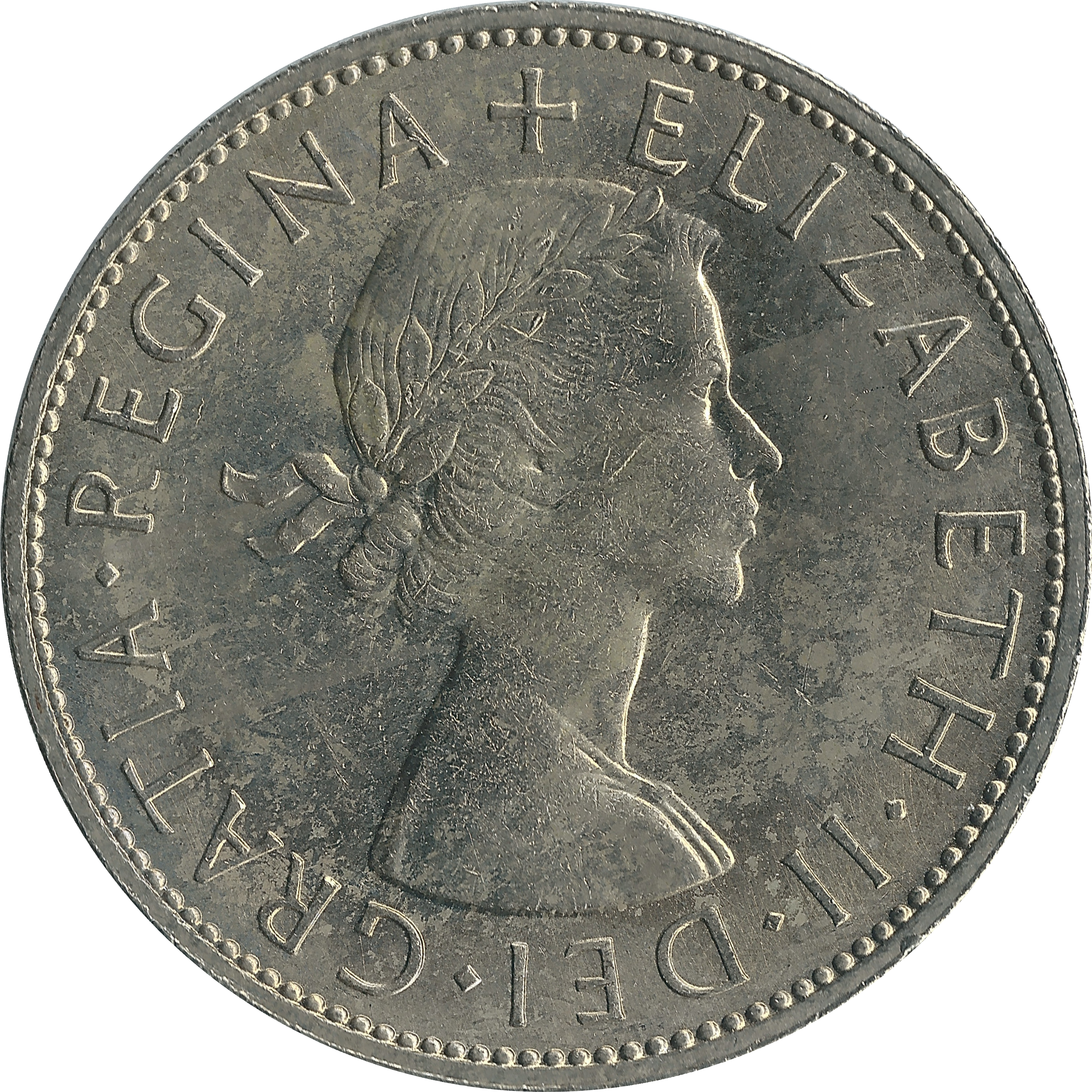
Une demi-couronne
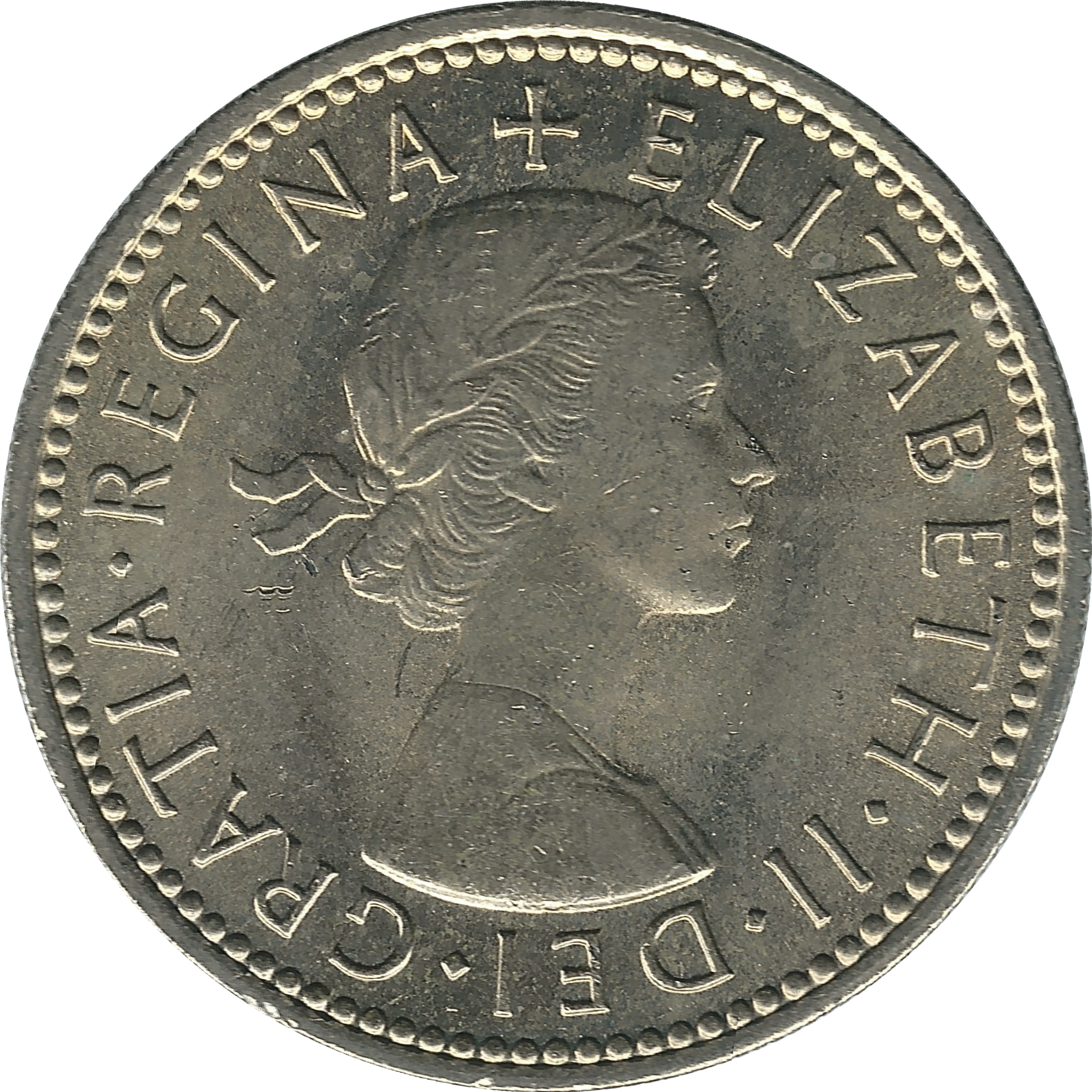
Un shilling
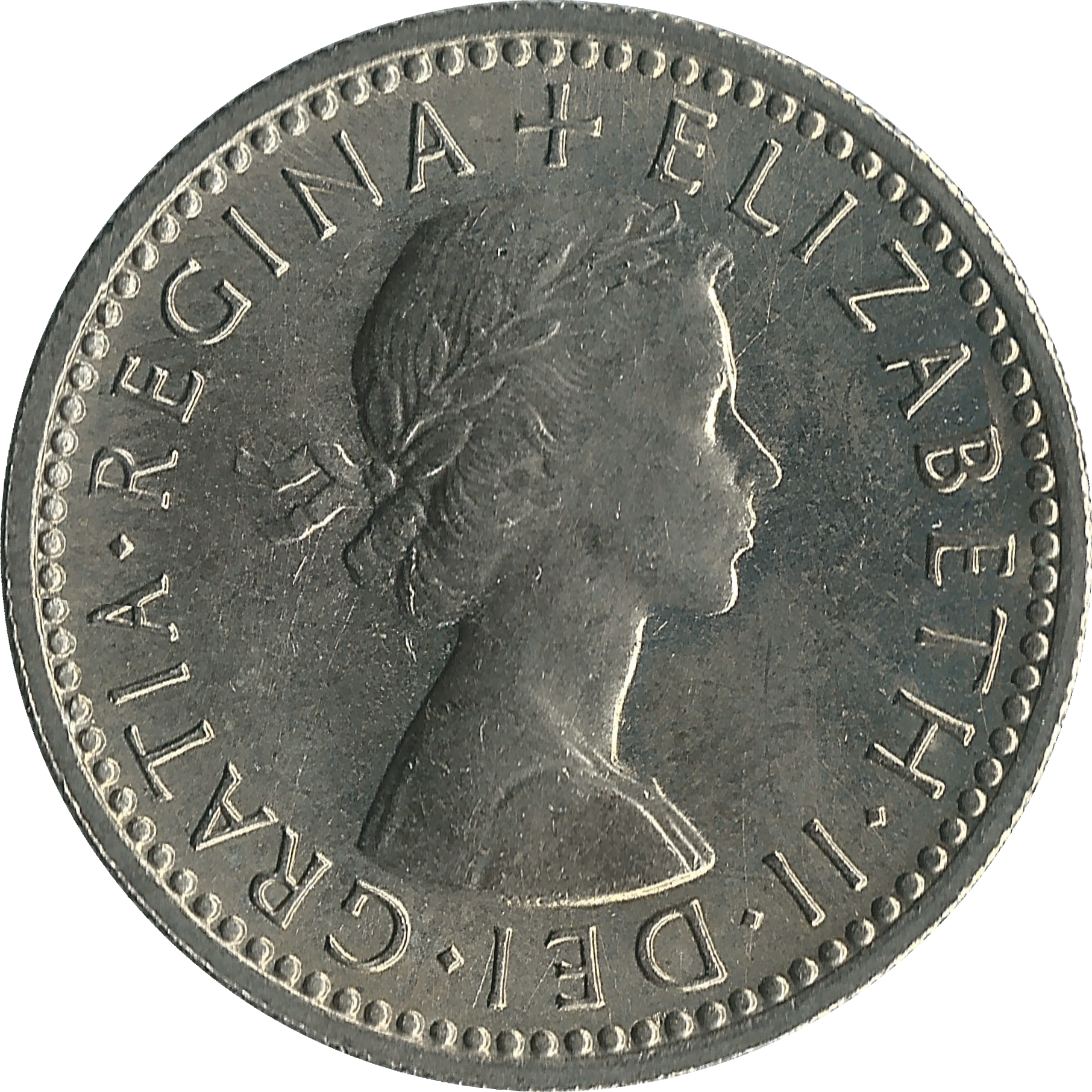
Une pièce de six pence